# Evacanthus latus
Evacanthus latus är en insektsart som beskrevs av Cai och Jiang. Evacanthus latus ingår i släktet Evacanthus och familjen dvärgstritar. Inga underarter finns listade i Catalogue of Life.